# Brodiaea jolonensis
Brodiaea jolonensis är en sparrisväxtart som beskrevs av Alice Eastwood. Brodiaea jolonensis ingår i släktet Brodiaea och familjen sparrisväxter. Inga underarter finns listade i Catalogue of Life.